# Skonto Football Club-2
Lo Skonto-2 è la formazione riserve della società calcistica lettone dello Skonto.

## Storia
Nato nel 1991 come formazione riserve dello Skonto nel 1988 come Zemgale Ilūkste, militò inizialmente in 1. Līga. Nel 1994 divenne indipendente dal club madre, cambiando nome in Interskonto Rīga: ebbe in questo modo la possibilità di giocare nella massima divisione lettone, ottenendo per due anni la salvezza (il secondo con il nome di Skonto-Metāls Rīga).
Dopo la retrocessione nel 1996, cambia nome in Skonto Metāls/Rinar, ottenendo una nuova retrocessione in 2. Līga. Dopo la pronta risalita e una salvezza, torna a chiamarsi Skonto-Metāls Rīga nel 2000. Nel 2002 e nel 2003 è noto come Multibanka. Dopo una serie di difficoltà economiche ridiventa squadra riserve dello Skonto: in questo modo anche la vittoria in campionato nel 2005 non gli garantì la promozione in Virslīga.

## Palmarès

### Competizioni nazionali
- 1. Līga: 1

2005
- 2. Līga: 1

2003

### Altri piazzamenti
- 1. Līga:

Secondo posto: 1998, 2000, 2004
Terzo posto: 1993, 2001, 2006